# Kolpak-arrest

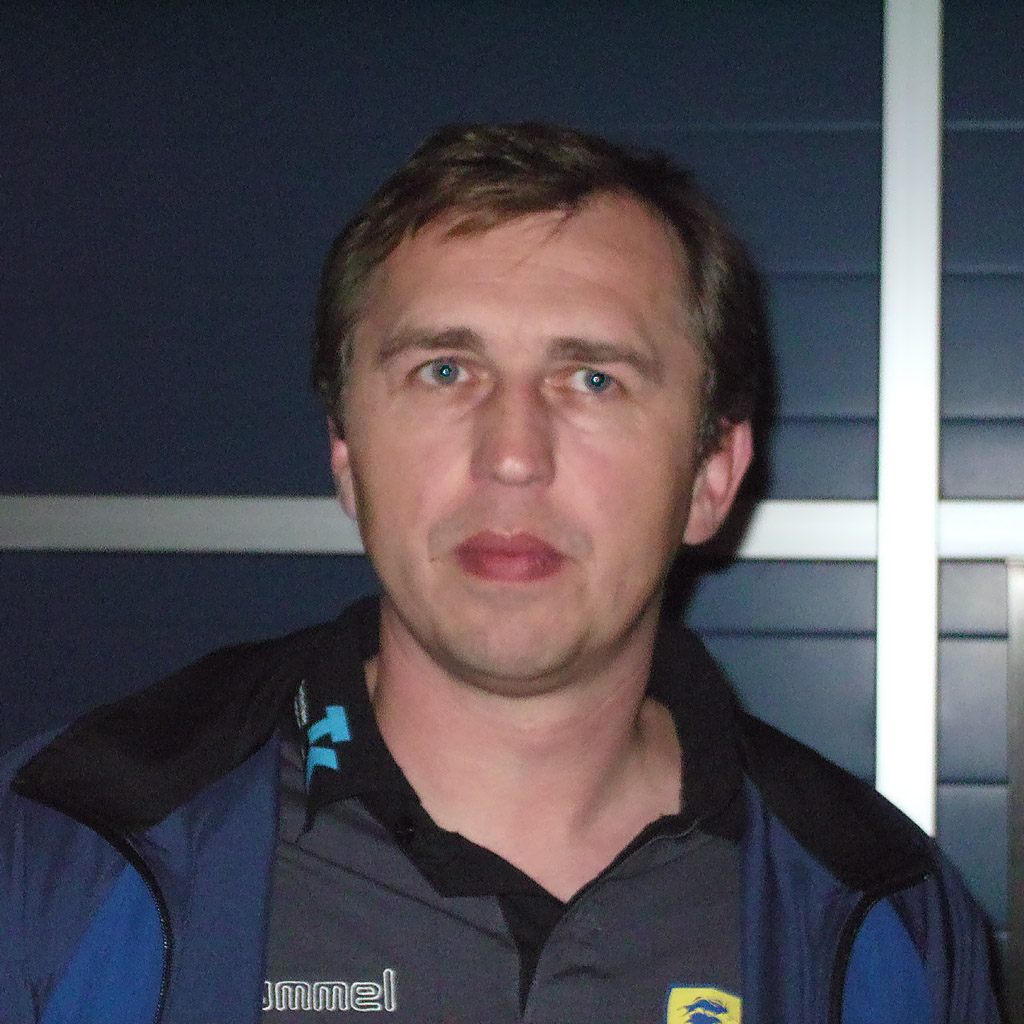
Maros Kolpak

Het arrest Duitse Handbalbond / Maros Kolpak, kortweg Kolpak-arrest genoemd,
is een uitspraak van het Europees Hof van Justitie van 8 mei 2003 (zaak C-438/00),
inzake het vrije verkeer van een Slowaakse werknemer in een lidstaat van de Europese Gemeenschap
op grond van een associatieovereenkomst met Slowakije.
Artikel 38, lid 1, van de Associatieovereenkomst Gemeenschappen-Slowakije (AGS), dat is opgenomen onder het kopje Verkeer van werknemers, luidt:

Volgens de in elke lidstaat geldende voorwaarden en modaliteiten:
[eerste streepje] – is de behandeling van werknemers die onderdaan zijn van de Slowaakse Republiek en die wettig op het grondgebied van een lidstaat zijn tewerkgesteld vrij van elke vorm van discriminatie op grond van nationaliteit ten opzichte van de nationale onderdanen, wat betreft de arbeidsvoorwaarden, de beloning of het ontslag;

## Casus en procesgang
Afkortingen:
- SpO: Spielordnung
- AGS: Associatieovereenkomst Gemeenschappen–Slowakije
- DHB: Duitse handbalbond.

Betrokkenen:
- Maros Kolpak[3], Slowaakse nationaliteit, beroepssporter, is als doelman in dienst van:
- TSV Östringen eV Handball, een Duitse tweededivisiehandbalclub, werkgever;
- Deutscher Handballbund eV (Duitse Handbalbond), hierna aangeduid als DHB.

Op door DHB verstrekte spelerskaarten werd de letter A achter het kaartnummer geplaatst,
om aan te geven dat een speler de nationaliteit had van een staat buiten de Europese Economische Ruimte.
Deze aanduiding was geregeld in § 15 van de Spielordnung (spelreglement, afkorting: SpO) zoals vastgesteld door DHB.
Volgens § 15 lid 1 SpO wordt de letter A op de spelerskaart geplaatst, indien een speler niet de nationaliteit heeft
van (a) een lidstaat van de Europese Unie
of van (b) een met de Europese Unie geassocieerde derde staat, waarvan de onderdanen gelijkwaardige rechten hebben op het punt van het vrije verkeer van werknemers in de zin van artikel 48 lid 1 EG-Verdrag.
Zo'n A-licentie had een vervelende consequentie:

[§ 15 lid 2 SpO]

In teams van de Bundesliga en van de Regionalliga's mogen bij kampioenschaps- en bekerwedstrijden
telkens ten hoogste twee spelers worden ingezet wier kaart met een A is gemerkt.

Maros Kolpak, de voormalige nationale doelman van Slowakije, had een arbeidsovereenkomst als doelman bij een handbalclub in Duitsland.
Wegens zijn Slowaakse nationaliteit ontving Kolpak van DHB een spelerskaart met de letter A,
ondanks een uitdrukkelijk verzoek om een spelerskaart zonder die aanduiding.

9. Kolpak, Slowaaks onderdaan, heeft met het oog op tewerkstelling als keeper bij de Duitse tweededivisiehandbalclub TSV Östringen eV Handball in maart 1997 een arbeidsovereenkomst voor bepaalde tijd gesloten tot 30 juni 2000, en vervolgens in februari 2000 een nieuwe overeenkomst voor bepaalde tijd, die afloopt op 30 juni 2003. Hij ontvangt een maandsalaris. Hij woont in Duitsland en beschikt over een geldige verblijfsvergunning.

10. De DHB, die kampioenschappen en bekerwedstrijden op federaal niveau organiseert, heeft hem wegens zijn Slowaakse nationaliteit op grond van § 15 SpO een met een A gemerkte spelerskaart afgegeven.

11. Kolpak, die had verzocht om afgifte van een spelerskaart waarop de voor onderdanen van derde landen gebruikelijke vermelding niet voorkwam, heeft bij het Landgericht Dortmund (Duitsland) een beroep in rechte ingesteld tegen dit besluit van de DHB. Hij heeft opgemerkt dat Slowakije tot de derde landen behoort waarvan de onderdanen krachtens het uit de bepalingen van het EG-Verdrag juncto de bepalingen van de Associatieovereenkomst Gemeenschappen-Slowakije voortvloeiende discriminatieverbod op dezelfde voet als Duitse spelers en spelers uit de EU-landen recht hebben op onbeperkte deelname aan wedstrijden.

12. Het Landgericht heeft de DHB gelast aan Kolpak een spelerskaart af te geven zonder de vermelding A, op grond dat deze laatste volgens § 15 SpO niet op dezelfde wijze mocht worden behandeld als een speler met de nationaliteit van een derde land. De DHB heeft tegen deze uitspraak hoger beroep ingesteld bij het Oberlandesgericht Hamm.

Het Oberlandesgericht heeft het Europees Hof van Justitie verzocht om een prejudiciële beslissing.

## Rechtsvragen
Wat betreft de bepaling zoals vervat in: artikel 38, lid 1, eerste streepje van de Associatieovereenkomst Gemeenschappen–Slowakije (AGS)?
- Heeft deze bepaling rechtstreekse werking? (Ja.)
- Welke betekenis kan in casu aan deze bepaling worden toegekend?
- Is de letter A op de spelerskaart van Kolpak (in zijn uitwerking) in strijd met deze bepaling? (Ja.)

## Uitspraak Hof
Het Hof oordeelt dat de letter A op de spelerskaart van (iemand als) Kolpak (in zijn uitwerking)
in strijd is met artikel 38 lid 1 eerste streepje AGS.

30. (...) dat artikel 38, lid 1, eerste streepje [AGS] rechtstreekse werking heeft, hetgeen betekent dat Slowaakse onderdanen zich op deze bepaling kunnen beroepen voor de nationale rechterlijke instantie van de lidstaat van ontvangst.

37. (...) dat artikel 38, lid 1, eerste streepje [AGS] van toepassing is op een door een sportfederatie als de DHB vastgestelde regel betreffende de voorwaarden waaronder beroepssporters een activiteit in loondienst kunnen verrichten.

42. (...) dat uit de bewoordingen van artikel 38, lid 1, eerste streepje [AGS] volgt dat het in die bepaling gestelde verbod van discriminatie op grond van nationaliteit alleen geldt voor werknemers met de Slowaakse nationaliteit die reeds wettig op het grondgebied van een lidstaat zijn tewerkgesteld, en enkel wat de arbeidsvoorwaarden, de beloning of het ontslag betreft. Anders dan artikel 48 van het [EG-]Verdrag is deze bepaling dus niet van toepassing op nationale regels inzake de toegang tot de arbeidsmarkt.

58. (...) dat artikel 38, lid 1, eerste streepje [AGS] aldus moet worden uitgelegd dat het zich ertegen verzet dat op een beroepssporter van Slowaakse nationaliteit die wettig is tewerkgesteld door een in een lidstaat gevestigde club, een door een sportfederatie van die lidstaat vastgestelde regel wordt toegepast volgens welke de clubs bij kampioenschaps- en bekerwedstrijden slechts een beperkt aantal spelers mogen opstellen uit derde landen die geen partij zijn bij de [Overeenkomst betreffende de Europese Economische Ruimte].

Het Hof verwijst naar het Bosman-arrest (1995).

44. (...) dat in het arrest Bosman het hoofdgeding onder andere betrekking had op soortgelijke, door de [UEFA] vastgestelde regels en nationaliteitsclausules.

45. Uit punt 120 van het arrest Bosman volgt in de eerste plaats, dat dergelijke clausules geen betrekking hebben op de indienstneming van beroepsspelers, waarvoor geen beperkingen gelden, maar op de mogelijkheid voor hun clubs om hen voor een officiële wedstrijd op te stellen, en in de tweede plaats, dat de deelneming aan deze wedstrijden de essentie van hun activiteit is.

46. Uit het voorgaande volgt dat een regel op het gebied van sport, zoals in het hoofdgeding aan de orde is, betrekking heeft op de arbeidsvoorwaarden in de zin van artikel 38, lid 1, eerste streepje [AGS] aangezien hij rechtstreeks van invloed is op de deelneming aan kampioenschaps- en bekerwedstrijden van een Slowaakse beroepsspeler die reeds overeenkomstig de nationale bepalingen van de lidstaat van ontvangst wettig is tewerkgesteld.

## Conclusie
- Regels van het vrije verkeer van werknemers gelden niet alleen voor lidstaten van de Europese Economische Ruimte, inclusief de lidstaten van (thans) de Europese Unie, maar ook voor staten die een associatieovereenkomst hebben afgesloten met de Europese Unie, zoals destijds Polen en Slowakije voorafgaand aan hun toetreding.
- Dit vrije verkeer van werknemers is beperkt tot de situatie dat een onderdaan uit een geassocieerd land beschikt over een verblijfsvergunning en in een lidstaat is tewerkgesteld. Het gaat niet om toegang tot de arbeidsmarkt.